# Heinrich I. (Ösel-Wiek)
Heinrich I. († zwischen 1260 und 1262) war Bischof von Ösel und der Wiek im heutigen Estland.

## Leben
Heinrich war Dominikanermönch. Er wurde am 10. September 1234 vom päpstlichen Legaten Wilhelm von Modena zum Bischof von Ösel und der Wiek geweiht. Das Bistum war erst sechs Jahre zuvor gegründet worden und seit fünf Jahren ohne Bischof gewesen. 1235 bestätigte Heinrich dem Schwertbrüderorden dessen Lehen im Stiftsgebiet des Bistums. 1238 traf er Vereinbarungen mit dem neuen Meister des Deutschen Ordens, der Livland übernommen hatte. 1241 übertrug er dem Orden weitere Rechte und Besitz. In diesem Jahr gab es einen Aufstand der einheimischen Bevölkerung gegen die Kirche, bei dem Laien und Geistliche getötet wurden und der Bischof nur knapp dem Tod entkam.
Heinrich weihte im August 1241 die Kirche des Kartäuserklosters in Koblenz, in dieser Zeit auch die St.-Annen-Kapelle in Boppard und wahrscheinlich in jenem Jahr einen Altar in der Pfarrkirche St. Peter in Sinzig.
1242 war er wieder in Livland. 1251 gründete er die Kathedrale und das Domkapitel im neuen Pernau. 1254 weilte Heinrich in Worms und Sens, 1255 in Wetzlar, 1256 stellte er in Lübeck eine Urkunde für Seefahrer in seinem Stiftsgebiet aus. 1259 weihte Heinrich einen Altar in Kreuzweingarten bei Münstereifel und 1260 war er bei der Weihe des Dominikanerklosters St. Pauli in Minden.
Danach wurde er nicht mehr erwähnt. Sein Nachfolger Hermann wurde im August 1262 geweiht.